# 天主教桑多梅日教区
天主教桑多梅日教區（拉丁語：Dioecesis Sandomiriensis）是波蘭一個羅馬天主教教區。教座位於桑多梅日。屬盧布林總教區。
成立於1818年6月30日，1981年10月3日易名為桑多梅日-拉多姆教區。1992年3月25日拉多姆教區分出。
2011年，在當地723,600人口中，有教友703,200人，佔轄區總人口97.2%、241個堂區、654名司鐸、72名修士、386名修女。現任主教為克里斯多福·尼特凱維奇。